# 荒木正純
荒木 正純（あらき まさずみ、1946年 - ）は、日本の英文学・比較文学者、翻訳家。
筑波大学名誉教授。

## 略歴
東京教育大学大学院博士課程中退。東京教育大学文学部助手、静岡大学講師を経て） 1973年に筑波大学助教授、のち教授。
1995年、「ホモ・テキステュアリス」で筑波大学文学博士。2009年、定年退官、名誉教授、白百合女子大学教授。

## 著書
- 『ホモ・テキステュアリス 二十世紀欧米文学批評理論の系譜』（法政大学出版局） 1997
- 『芥川龍之介と腸詰め 「鼻」をめぐる明治・大正期のモノと性の文化誌』（悠書館） 2008
- 『「羅生門」と廃仏毀釈 芥川龍之介の江戸趣味と実利主義の時代』（悠書館） 2010
- 『『荒地』の時代　アメリカの同時代紙からみる』（小鳥遊書房） 2019

### 共編・監修
- 『D・H・ロレンスと新理論』（倉持三郎, 立石弘道共編、国書刊行会） 1999
- 『知っておきたい天使・聖獣と悪魔・魔獣』（監修、西東社） 2007
- 『テクストたちの旅程 移動と変容の中の文学』（名波弘彰共著者代表、筑波大学文化批評研究会編、花書院） 2008

## 翻訳
- 『ことばの美学』（ヴァーノン・リー、栗原裕共訳、大修館書店） 1975
- 『ディコンストラクション』（クリストファー・ノリス、富山太佳夫共訳、勁草書房） 1985
- 『宗教と魔術の衰退』上下（キース・トマス、法政大学出版局、叢書・ウニベルシタス） 1993
- 『驚異と占有 新世界の驚き』（スティーヴン・グリーンブラット、みすず書房） 1994
- 『ナチュラリスト』上下（エドワード・O・ウィルソン、法政大学出版局） 1996
- 『魔女と魔術の事典』（ローズマリ・エレン・グィリー、松田英共監訳、原書房） 1996
- 『シェイクスピア人名事典』（ピーター・ケネル, ハミシュ・ジョンソン、東洋書林） 1997
- 『悪夢の世界 ホラー小説誕生』（クリストファー・フレイリング、田口孝夫共訳、東洋書林） 1998
- 『地球の子供たち 人間はみな〈きょうだい〉か?』（マーク・シェル、村山敏勝, 橘亜沙美共訳、みすず書房） 2002
- 『食物中毒と集団幻想』（メアリー・キルバーン・マトシアン、氏家理恵共訳、パピルス） 2004
- 『死を考える事典』（グレニス・ハワース, オリヴァー・リーマン編、監訳、幸野良夫, 武井摩利訳、東洋書林） 2007
- 『世界神話大図鑑 神話・伝説・ファンタジー』（アリス・ミルズ監修、日本版監修、東洋書林） 2009
- 『バイオフィーリアをめぐって』（スティーヴン・R・ケラート, エドワード・O・ウィルソン編、時実早苗, 船倉正憲共訳、法政大学出版局、叢書・ウニベルシタス） 2009
- 『シェイクスピア百科図鑑 生涯と作品』（A・D・カズンズ監修、田口孝夫共監訳、悠書館） 2010
- 『樹木讃歌 - 樹木と人間の文化誌』（ノエル・キングズベリー、アンドレア・ジョーンズ写真、佐藤憲一, 松田幸子, 江口真規共訳、悠書館）2015
- 『世界鉄道大紀行』（ジュリアン・ホランド、田口孝夫共訳、悠書館）2016
- 『貿易商人王列伝』（スティーヴン・R・ボウン、石木利明・田口孝夫共訳、悠書館）2019

## 参考
- 教員紹介 荒木正純教授 - 白百合女子大学